# 亮亮丽君事件
亮亮丽君夫妇，本名张艺亮和董丽君。夫妻二人经营自媒体账号，主要在Bilibili（账号名：亮亮丽君夫妇）和抖音（账号名：亮亮丽君夫妇（融创还钱））上活跃。二人购买融创烂尾楼（烂尾建筑），并坚持后续维权，引发了网友的广泛关注。

## 人物历史
2013年，两人相识于河南交通职业技术学院的图书馆。后来，通过专升本考试。经过五年异地恋情之后，开始郑飘。几年后，凑够首付。
2021年11月，两夫妻拿出积蓄、结婚的礼金，凑了45万元购买了郑州融创中永中原大观的一套期房，期望能按时拿到房子，开启新生活。据悉，他们所购买的楼盘首付42万元，贷款102万元，利率年化6.27%，月供6293元。总利息高达122万元。本息合计266万元（其中大半部分是房贷利息），要供30年。不过，丽君在买房后不久，工资就降到两千出头，两人收入加起来不到1万元。丽君在视频中带着哭腔说：“我现在特别害怕，想着月供给你拖后腿了，下班也不敢回来，一个人在办公室哭；我本来想给你买块肉，但我一想到我的工资，就给你买了一块豆腐……”该视频传播广泛，为人熟知，二人也正是因为此视频开始被广泛关注。
2022年夏天，郑州融创城楼盘停工，并陷入暴雷、烂尾的危机中。开发商融创一直拖延交房，甚至停止了施工。两夫妻开始拍摄短视频记录还贷过程和生活日常。据悉，烂尾原因是融创的资金链断裂，监管账户的资金被挪用，无法支付工人的工资和材料的费用。亮亮丽君夫妇不仅要背上沉重的贷款，还要面对只能租房住的困境。
2022年9月，该楼盘曾有复工迹象，后被发现为“假复工”。25日，施工至第13层，但随即被发现该楼盘因拖欠工人工资，只是部分施工。26日，两夫妻在工地杂草边过结婚一周年。10月14日，他们的女儿出生了。
2023年7月31日，夫妻二人购买的楼盘已经封顶，但能否按期交付有待商榷。郑州融创城售楼部曾承诺交完首付要返给他们21876.45元现金（营销推广费用），后来一直没有兑现。在这样的情况下，亮亮丽君夫妇并没有放弃维权，他们多次与融创方面沟通，要求解决交房问题，但都没有得到满意的答复。
2023年11月15日，亮亮丽君夫妇得知，融创中永中原大观在举办活动。他们想要趁这个机会，把融创方曾承诺过的2万多元营销推广费用要回来。然而在二人直播讨债的过程中，融创方面出动人员对其进行了暴力围殴。根据“亮亮丽君夫妇”在短视频中的自述，当时有工作人员把售楼部的灯关了、电断了，并疑似启动了信号屏蔽仪（当时直播开始卡顿、掉线）。在他们想离开时，数名男子围殴了丈夫，还抢走了妻子的手机，车轮也被扎破了。在视频中可以明显听见数名男子讨论打人事宜。事后，他们去了医院，检查了伤情，并拍摄了伤情证明发布到网上。但与此同时，打人者之一张翼飞先住进了医院。为了维护自己的权益，亮亮丽君夫妇也报了警。他们还将自己的遭遇发到了网上，引起了很多网友的关注和同情。
2023年11月17日，亮亮丽君夫妻在抖音小号“丽君”里发表了一条视频，称其问题已经“圆满解决”了，感谢网友们的关心和帮助。但是，他们的眼神和语气都显得很沉重和无奈，许多网友怀疑其被融创方面威胁或收买。
2023年11月19日，郑州市公安局十八里河派出所就此事回应南都记者称，已经依法依规对打人者作出处罚。
2023年11月20日，亮亮丽君在自己的小号里发布了一段“胶带视频”。丈夫数次强调“给我一个交代”，妻子拿出胶带（与“交代”谐音）封上了丈夫的嘴，随后丈夫作拍打空气墙状，以示无声呐喊。该视频暗示二人被捂嘴，无法公开发声。而这段视频很快遭到删除。
2023年11月22日，亮亮丽君夫妇在抖音小号里发表了最新的视频，宣布他们要离开郑州回老家，“从小长大的地方有安全感”。据他们之前在微博社交平台的发言，其雇主被十八里河街道办打电话，意图推进其离职进程。他们表示，他们的社交账号被全平台禁言，他们也不知道为什么会被平台限制，他们自己掌控不了。他们还感谢网友们的支持和救助，说如果没有网友们的力量，他们不敢想象会有什么样的后果。
2023年11月23日凌晨，亮亮丽君夫妇发微博称，“以前是读历史，此刻我经历的就是历史，我横竖不理解，为什么?”而此前，二人的B站账号的个性签名为“不同的选择会有不一样的人生吗？”
2023年11月24日，消息显示两人多个平台的账户遭到封杀，仅剩微博存活。
2023年11月27日，丽君在她的抖音号“丽君”上发布视频表示自己即将裸辞并开始在郑州创业。她在视频中说：“虽然生活很难，但丽君眼里光一直都在，也请大家不要熄灭。也许会有短暂的失落彷徨迷茫，但终究会迎来曙光的。”

## 评价
2023年11月18日，B站up主“马督工”发布了《睡前消息》第673期《模范夫妻中国梦，毁在融创烂尾楼》 ，评论了亮亮丽君夫妇的遭遇。视频前半部分描述亮亮丽君夫妇在中国地产市场中遭遇的财务困境和暴力对待，反映了中国社会对勤劳、守法公民的不公正待遇。并揭示了一个更广泛的社会问题：“最勤劳、最守法、最乐观的公民不配得到中国梦，其他所有人更不配。”并强调，“小夫妻挨打，中国人脸疼。”该视频最初在B站等视频平台上发布，并在数小时内吸引了超过300万次观看。然而，视频在发布次日（GMT+8）在B站删除，删除视频后几个小时马前卒的B站账号马督工也被封禁。
2023年11月23日，环球时报前总编胡锡进发表评论：亮亮丽君夫妇在郑州讨生活，买房后向开放商索要所承诺的“现金返还”却被打，引起了很多共鸣，也有争论。总的来说，他们是真正的社会草根，他们生活得怎么样，他们的努力与改善生活目标的距离，折射了最基层百姓的境遇，以及他们的希望和呼喊。夫妻俩最终要放弃在郑州的生活，准备回家乡过更熟悉、安全的日子，这有点让人伤感。